# Pievepelago
Pievepelago is een gemeente in de Italiaanse provincie Modena (regio Emilia-Romagna) en telt 2194 inwoners (31-12-2004). De oppervlakte bedraagt 76,5 km², de bevolkingsdichtheid is 28 inwoners per km².
De volgende frazione maakt deel uit van de gemeente: Sant'Andrea Pelago

## Demografie
Pievepelago telt ongeveer 900 huishoudens. Het aantal inwoners daalde in de periode 1991-2001 met 1,5% volgens cijfers uit de tienjaarlijkse volkstellingen van ISTAT.
| Jaar | Inwoneraantal |
| ---- | ------------- |
| 1991 | 2152          |
| 2001 | 2120          |

## Geografie
Pievepelago grenst aan de volgende gemeenten: Barga (LU), Castiglione di Garfagnana (LU), Coreglia Antelminelli (LU), Fiumalbo, Fosciandora (LU), Frassinoro, Pieve Fosciana (LU), Riolunato.

## Geboren in Pievepelago
- Dina Manfredini (1897-2012), supereeuwelinge

Bastiglia · Bomporto · Campogalliano · Camposanto · Carpi · Castelfranco Emilia · Castelnuovo Rangone · Castelvetro di Modena · Cavezzo · Concordia sulla Secchia · Fanano · Finale Emilia · Fiorano Modenese · Fiumalbo · Formigine · Frassinoro · Guiglia · Lama Mocogno · Maranello · Marano sul Panaro · Medolla · Mirandola · Modena · Montecreto · Montefiorino · Montese · Nonantola · Novi di Modena · Palagano · Pavullo nel Frignano · Pievepelago · Polinago · Prignano sulla Secchia · Ravarino · Riolunato · San Cesario sul Panaro · San Felice sul Panaro · San Possidonio · San Prospero · Sassuolo · Savignano sul Panaro · Serramazzoni · Sestola · Soliera · Spilamberto · Vignola · Zocca
- Library of Congress Control Number: n80113282
- MusicBrainz: 24f21c91-0f24-419f-bd0f-3e9f4588f2ef
- Nationale Bibliotheek van Israël: 987007557340905171
- Virtual International Authority File: 143067866

1. ↑  https://demo.istat.it/?l=it.